# Szenes Bence
Szenes Bence (Budapest, 1994. február 2. –) utánpótlás-válogatott magyar labdarúgó, aki jelenleg a Dunaharaszti MTK csatára. Szenes Sándor (1967) labdarúgó fia.

## Pályafutása
Korábban játszott a Borussia Mönchengladbach tartalékcsapatában, majd a TuS Koblenz csapatához került, ám 2014–15 telén felbontotta szerződését. Hazatérése után az NB II-ben szereplő Soroksár SC-hez igazolt. Ezt követően a Ferencváros második csapatában is játszott.
2016 nyarán a Vác FC csapatához igazolt. 2017 júliusában aláírt a Dunaharaszti MTK csapatába.